# Sterling Price

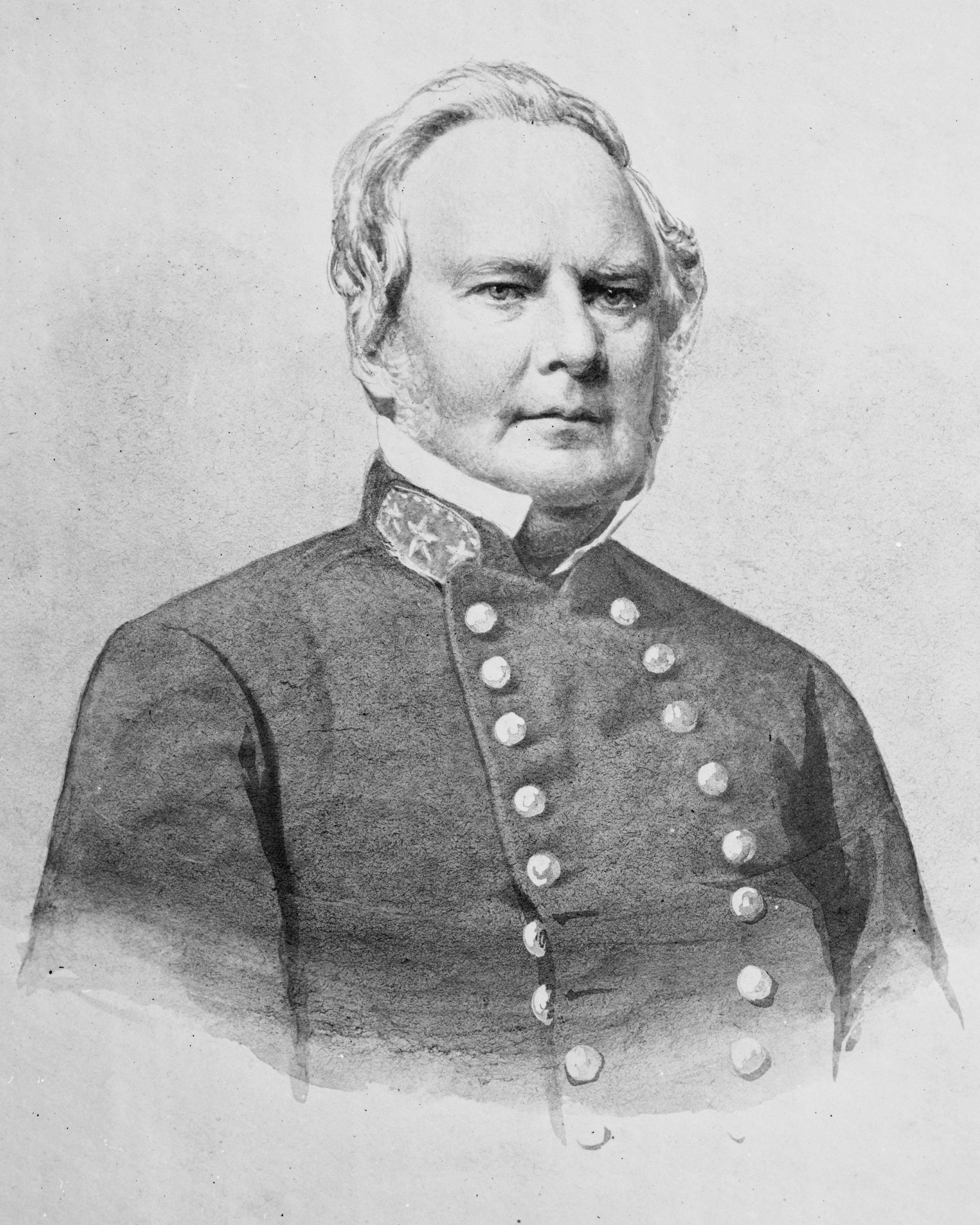
Sterling Price (C.S.A.)

Sterling Price (14 de setembro de 1809 Champlain, Nova York — 29 de setembro de 1867 Council Bluffs, Iowa), foi um oficial sênior do Exército dos Estados Confederados que lutou nos teatros Ocidental e Trans-Mississippi da Guerra Civil Americana. Ele ganhou destaque durante a Guerra Mexicano-Americana e serviu como Governador do Missouri de 1853 a 1857. Hoje é lembrado por seu serviço no Arkansas (1862 a 1865) e por sua derrota na Batalha de Westport em 23 de outubro de 1864.